# Flytrip
Flytrip (anteriormente denominada Arrendamientos Aéreos) es una aerolínea regional panameña. Opera servicios regulares y chárter de pasajeros, carga, correos y evacuaciones médicas en todo Panamá. Su base principal es el Aeropuerto Internacional Marcos A. Gelabert de Ciudad de Panamá.

## Destinos
Flytrip opera vuelos regulares a los siguientes destinos:
| Países | Destinos         | Aeropuertos                                       |
| ------ | ---------------- | ------------------------------------------------- |
| Panamá | Bocas del Toro   | Aeropuerto Internacional José Ezequiel Hall       |
| Panamá | Ciudad de Panamá | Aeropuerto Internacional Marcos A. Gelabert (HUB) |
| Panamá | Guararé          | Aeropuerto Augusto Vergara                        |
| Panamá | Isla Contadora   | Aeropuerto de Contadora                           |
| Panamá | Pedasí           | Aeropuerto Capitán Justiniano Montenegro          |
| Panamá | Río Hato         | Aeropuerto Internacional Scarlett Martínez        |

## Flota
La flota de Flytrip está compuesta en la actualidad por las siguientes aeronaves:
| Aeronaves                   | En servicio | Pedidos | Pasajeros                                       | Matrículas                                      | Antigüedad                                      |
| --------------------------- | ----------- | ------- | ----------------------------------------------- | ----------------------------------------------- | ----------------------------------------------- |
| Quest Kodiak 100            | 2           | —       | 9                                               | HP-123AA                                        | 12,8 años                                       |
| Quest Kodiak 100            | 2           | —       | 9                                               | HP-124AA                                        | 10,7 años                                       |
| Cessna 208 Grand Caravan EX | 1           | —       | 12                                              | HP-126AAD                                       | 2,6 años                                        |
| Total                       | 3           | —       | Edad media de la flota (mayo de 2025): 8,7 años | Edad media de la flota (mayo de 2025): 8,7 años | Edad media de la flota (mayo de 2025): 8,7 años |